# Fred Uhlman

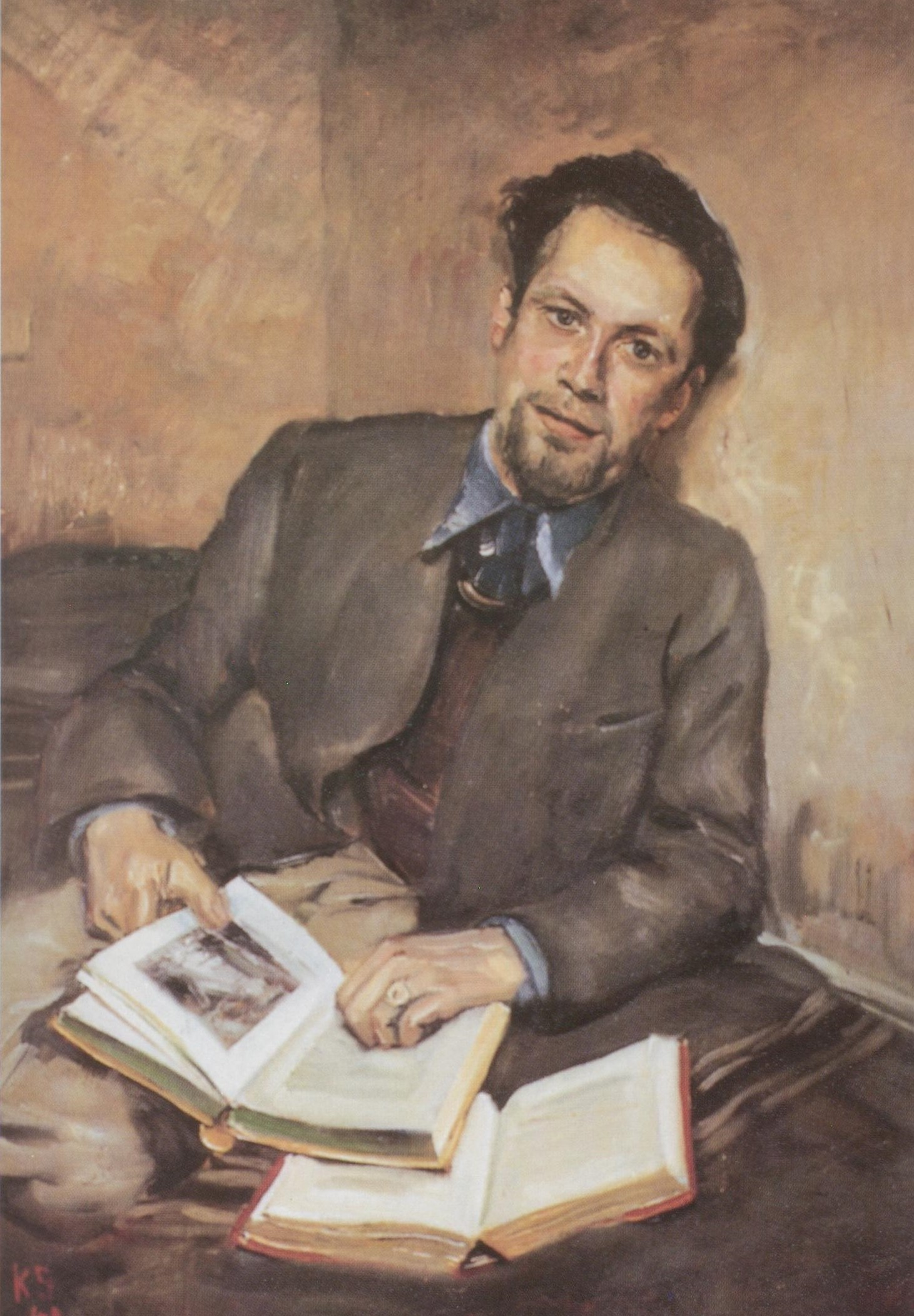
Kurt Schwitters: Fred Uhlmann (1940); porträtiert 1940 im Internierungslager

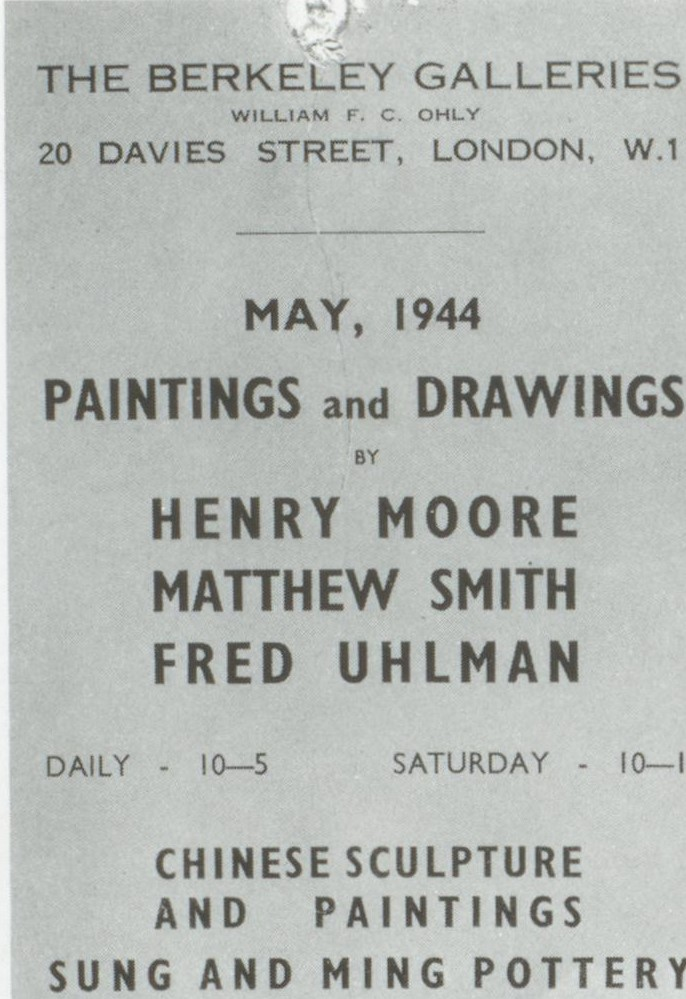

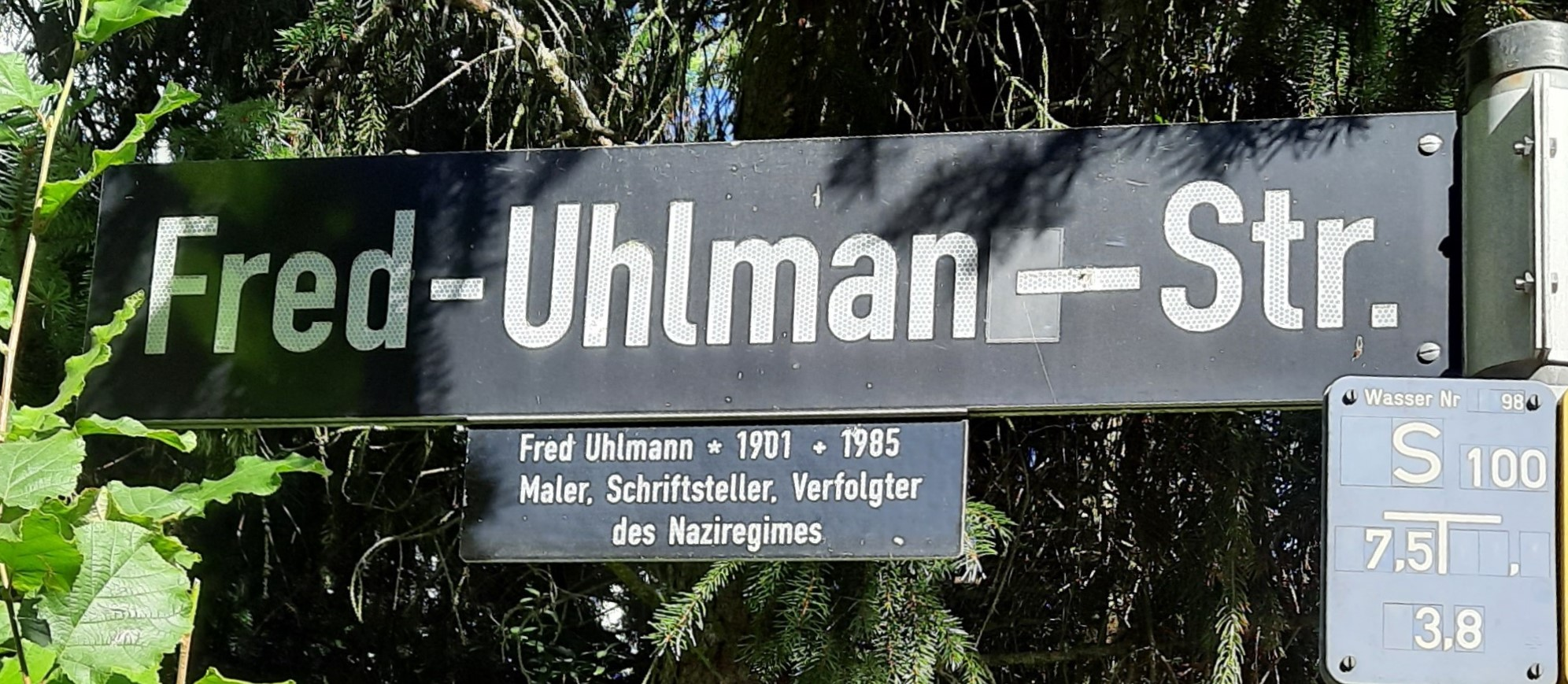
Straßenschild in Stuttgart-Riedenberg seit 1991

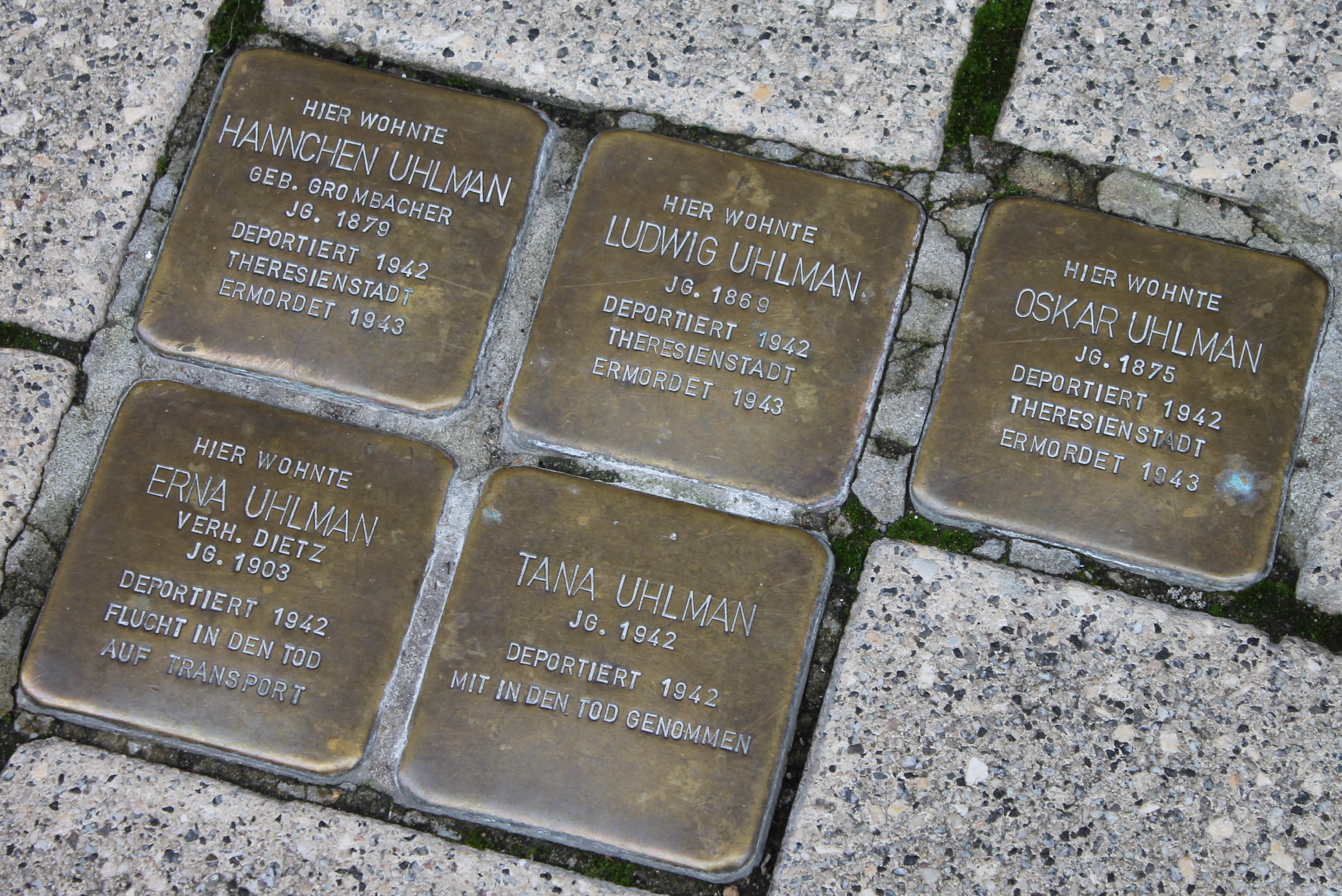
Stolpersteine für die Familienangehörigen von Fred Uhlman

Fred Uhlman (geboren als Manfred Uhlman 19. Januar 1901 in Stuttgart; gestorben 11. April 1985 in London) war ein deutscher Rechtsanwalt und britischer Maler und Schriftsteller.

## Leben
Manfred Uhlman war ein Sohn des jüdischen Kaufmanns Ludwig Uhlman und der Johanna Grombacher. Seine Eltern wurden 1943 im Ghetto Theresienstadt ermordet. Seine Schwester Erna wurde im Juli 1942 deportiert. Während der Deportation in das KZ Auschwitz soll sie Suizid begangen haben, indem sie sich mit ihrem Baby vermutlich bei Breslau unter einen Zug warf.
Uhlman besuchte das Eberhard-Ludwigs-Gymnasium in Stuttgart und studierte Rechtswissenschaften in Freiburg, München und Tübingen, wo er 1925 mit einer Arbeit über die partielle Zurechnungsfähigkeit promoviert wurde. In Freiburg war er Mitglied der schlagenden Studentenverbindung Ghibellinia im KC.
Ab 1927 war Uhlman als Rechtsanwalt tätig. Als aktives Mitglied der SPD pflegte er auch Kontakte zum Politiker Kurt Schumacher. Nach der Machtübernahme musste er wegen seiner jüdischen Herkunft und seiner politischen Aktivitäten 1933 ins Exil nach Frankreich gehen. Weil er seinen Beruf nicht ausüben konnte, versuchte er seinen Lebensunterhalt als Kunsthändler und im Handel mit Aquarienfischen zu erzielen. 1935 lernte er seine künftige Ehefrau Diana Croft, die Tochter von Sir Henry Page Croft, 1st Baron Croft, in Spanien kennen und ging ihretwegen 1936 nach England. Schon in Frankreich hatte er begonnen, als Autodidakt zu malen. Das setzte er in England erfolgreich fort und bewegte sich in Künstlerkreisen (unter anderen der Free German League of Culture in Great Britain), in denen er Oskar Kokoschka und Berthold Viertel kennenlernte.
Im Jahr 1940 war Uhlman für sechs Monate im Hutchinson Internment Camp in Douglas (Isle of Man) interniert. Hier begegnete er Kurt Schwitters, dem es gelungen war, aus Norwegen nach England zu fliehen. Schwitters malte Uhlmans Porträt. In späteren Jahren wurde Uhlman vor allem durch seine Autobiografie The Making of an Englishman und die in neunzehn Sprachen übersetzte Novelle Reunion (dt. 1978, unter dem Titel Versöhnt 1979, als Neuauflage Der wiedergefundene Freund 1988, Verfilmung F/D/UK 1989) als Schriftsteller bekannt.

## Werke

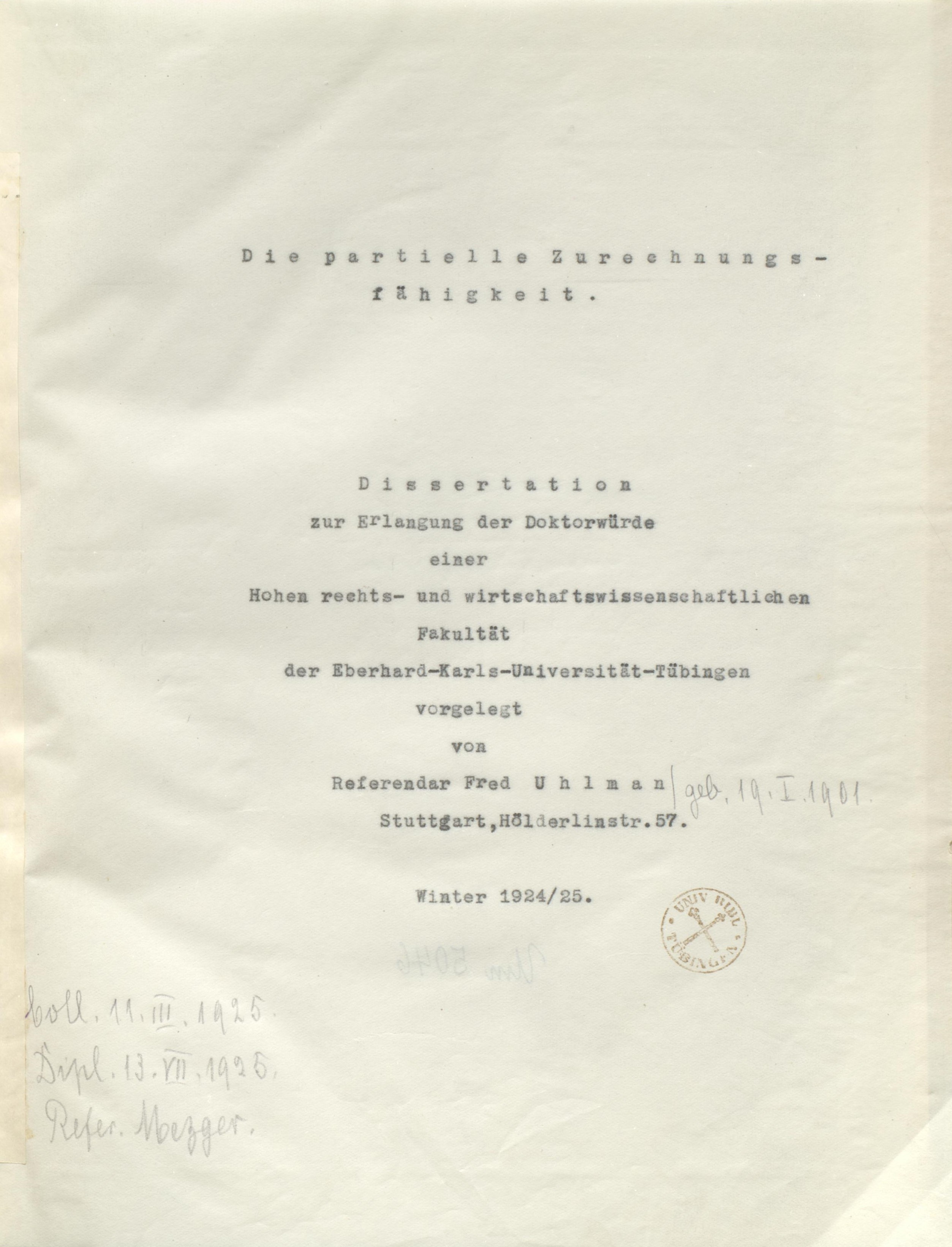
Dissertation (1925)

- Die partielle Zurechnungsfähigkeit. Dissertation an der Universität Tübingen, 1925 [maschinenschriftlich]
- The Making of an Englishman. 1960
  - Erinnerungen eines Stuttgarter Juden. Übersetzung Manfred Schmid. Stuttgart : Klett-Cotta, 1992, ISBN 3-608-91370-X
  - The Making of an Englishman. Erinnerungen eines deutschen Juden. Diogenes, Zürich 1998, ISBN 3-257-23018-4. Rezension
- Reunion. 1971
  - Deutsche Ausgabe bei Hermansen, Köln 1978, ISBN 3-921549-22-1.
  - Neuausgabe: Der wiedergefundene Freund. Aus dem Englischen übersetzt von Felix Berner. Mit einem Vorwort von Arthur Koestler. Diogenes, Zürich 1988, ISBN 3-257-05705-9.
- Mit neuem Namen. Eine Erzählung in zwei Teilen. Originaltitel: Reunion und No Coward Soul Is Mine. Deutsche Verlags-Anstalt, Stuttgart 1985, ISBN 3-421-06241-2.

## Film
- 1989: Der wiedergefundene Freund. Regie: Jerry Schatzberg